# 利邁馬維達
利邁馬維達（西班牙語：Limay Mahuida），是阿根廷的城鎮，位於該國中部拉潘帕省，是利邁馬維達縣的首府，面積6,400平方公里，海拔高度247米，2010年人口75，人口密度每平方公里0.01人。